# Васильєвський (Новосибірська область)
Васильєвський (рос. Васильевский) — селище у Чулимському районі Новосибірської області Російської Федерації.
Входить до складу муніципального утворення Куликовська сільрада. Населення становить 108 осіб (2010).

## Історія
Згідно із законом від 2 червня 2004 року органом місцевого самоврядування є Куликовська сільрада.

## Населення
| 2002 | 2007 | 2010 |
| ---- | ---- | ---- |
| 123  | ↘119 | ↘108 |